# Breda & Weinstein
Breda & Weinstein je nákupní centrum ve čtvrti Město v Opavě (okres Opava), otevřeno bylo 15. listopadu 2012. Centrum o rozloze 25 000 m² je postaveno na místě bývalého zchátralého pivovaru Zlatovar v ulici Nákladní. Svým názvem odkazuje na tradiční opavský obchodní dům Breda.

## Obchody a služby
V obchodním centru se nachází supermarket Albert a množství dalších prodejen, např. Intersport, Datart, McDonalds, KFC, Telefónica Czech Republic, New Yorker, Marionnaud nebo multikino Cinestar se 6 sály. Supermarket se nachází u vchodu do centra z ulice Nákladní, obchodní galerie je rozdělena do 5 pater. V obchodním centru je pro zákazníky poskytováno bezplatné WiFi připojení, nachází se zde také dětský koutek nebo restaurační minipivovar Nová Sladovna. Stavba obdržela titul Stavba roku 2013.
V obchodním centru jsou podzemní garáže s kapacitou 500 míst.